# Волфганг III фон Йотинген-Валерщайн
Волфганг III фон Йотинген-Валерщайн (на немски: Wolfgang III von Oettingen zu Wallerstein; * 26 май 1573 във Валерщайн; † 7 септември 1598 във Виена) е граф на Йотинген-Валерщайн в Швабия, Бавария.
Той е вторият син на граф Вилхелм II фон Йотинген-Валерщайн-Шпилберг (1544 – 1602) и съпругата му графиня Йохана фон Хоенцолерн-Зигмаринген (1548 – 1604), дъщеря на граф Карл I фон Хоенцолерн (1516 – 1576) и маркграфиня Анна фон Баден-Дурлах (1512 – сл. 1579).
Волфганг III фон Йотинген умира на 7 септември 1598 г. във Виена на 25 години.

## Фамилия
Волфганг III се жени 1595 – 1597 г. в Нидерландия за Йохана де Мол (1 юни 1574 в Брюксел – 11 ноември 1614 в Йотинген), дъщеря на Пиер де Мол и Лиевине даме де Бурлут. Те имат четири деца:

- Ернст II фон Йотинген-Валерщайн (15 август 1594 във Валерщайн – 3 март 1670 във Виена), граф на Йотинген-Валерщайн, женен на 7 февруари 1624 г. за графиня Мария Магдалена Фугер цу Кирхберг и Вайсенхорн (8 август 1606 – 3 януари 1670 във Валерщайн)
- Мария Христина (ок. 1596 – 30 октомври 1662 в Аугсбург), омъжена на 28 януари 1624 г. в Биберах за граф Марквард Фугер цу Кирхберг и Вайсенхорн (4 ноември 1595 – 24 август 1655 в Еберсдорф), син на Филип Фугер фон Бибербах (1567 – 1601) и Барбара Фугер (1577 – 1605)
- Йохана (1599 – 26 октомври 1677 в Аугсбург)
- дъщеря